# Hasło (film)
Hasło – polski film obyczajowy z 1976 roku w reż. Henryka Bielskiego. Film powstał na podstawie słuchowiska radiowego Jerzego Janickiego z 1975 roku pod tym samym tytułem.

## Opis fabuły
Polska lat 70. XX wieku, Bieszczady. Wozak Michał Kopera ulega podczas pracy ciężkiemu wypadkowi. Trafia do szpitala, gdzie odwiedza go wielu ludzi. Są to jego była żona, ksiądz, współpracownicy, znajomi. Wszyscy oni są bardzo troskliwi, jednak z trudem ukrywają swoją pazerność – ich jedynym celem jest przejęcie dość pokaźnej sumy pieniędzy, jakie zgromadził Kopera na książeczce PKO założonej na tytułowe hasło. Przenikliwy wozak, zdając sobie doskonale sprawę z ich intencji, nie chce go jednak nikomu wyjawić. Kiedy w końcu umiera, jedyną osobą podążającą za jego trumną jest bezinteresowny lekarz, pod którego opieką się znajdował. 

## Obsada aktorska
- Wirgiliusz Gryń – wozak Michał Kopera
- Ewa Żukowska – była żona Kopery
- Mariusz Dmochowski – ksiądz
- Mieczysław Voit – lekarz
- Jerzy Nowak – smolarz
- Jerzy Turek – smolarz
- Jerzy Hojda – student "Żmija"
- Łucja Kowolik – Jadźka
- Ewa Ziętek – Oleńka
- Bogusz Bilewski – szef Kopery
- Joachim Lamża – milicjant
- Jan Mateusz Nowakowski – pielęgniarz
- Bogusław Sochnacki – drwal
- Tadeusz Teodorczyk – "Kwitkowy" na porembie
- Franciszek Trzeciak – Jurek "Dwa Tysiące"
- Leon Niemczyk - właściciel objazdowego sklepu

i inni.